# Sebi
«Sebi» (со словен. — «Себе») — песня в исполнении словенского дуэта «Зала Краль и Гашпер Шантл», представленная на конкурсе «Евровидение-2019» в Тель-Авиве.

## Евровидение
23 декабря 2018 года «Зала Краль и Гашпер Шантл» были подтверждены как один из 10 участников национального отбора EMA 2019 с песней «Sebi». 16 февраля 2019 года они выиграли финал национального отбора и поэтому они будут представлять Словению на конкурсе песни «Евровидение 2019» в Тель-Авиве, Израиль.
По результатам двух этапов голосования, дуэт набрал более 100 баллов, что позволило ему занять 13 место в списке участников финала Евровидения-2019.

## Музыкальный клип
Видеоклип для «Sebi» был снят и продюсирован Жигой Крайнк, которая ранее сотрудничала с Краль и Шантлем над музыкальными клипами для своих синглов «Valovi», «Baloni» и «S teboi».

## Позиции в чартах
| Страна              | Высшая позиция |
| ------------------- | -------------- |
| Словения (SloTop50) | 12             |